# Waiting for Tomorrow (bài hát của Martin Garrix và Pierce Fulton)
"Waiting for Tomorrow" là một bài hát bởi DJ người Hà Lan Martin Garrix và nhạc sĩ/DJ người Mỹ Pierce Fulton. Bài hát có sự hợp tác với Mike Shinoda, một thành viên của ban nhạc rock Linkin Park. Nó đã được phát hành là đĩa đơn thứ năm và là bài hát cuối cùng từ EP thứ ba của Garrix, Bylaw, vào ngày 19 tháng 10 năm 2018 trên STMPD RCRDS, Epic Amsterdam và Sony Netherlands.

## Bảng xếp hạng
| Bảng xếp hạng (2018)                          | Vị trí cao nhất |
| --------------------------------------------- | --------------- |
| Hoa Kỳ Hot Dance/Electronic Songs (Billboard) | 26              |